# تشن تي
تشن تي (بالصينية: 陳迪) (من مواليد 3 أكتوبر 1983) هو لاعب كرة المضرب من تايوان.
شارك في دورة الألعاب الآسيوية 2006 في الدوحة، قطر.

## روابط خارجية
- تشن تي على موقع رابطة محترفي التنس (الإنجليزية)
- تشن تي على موقع الاتحاد الدولي لكرة المضرب (الإنجليزية)
- تشن تي على موقع كأس ديفيز (الإنجليزية)
- تشن تي على موقع خلاصة التنس.كوم (الإنجليزية)